# Kazimierz Ajdukiewicz
Kazimierz Ajdukiewicz (1890, Ternopil, Galitzia-Varsovia, 1963) fue un filósofo y lógico polaco, figura destacada de la Escuela de Leópolis-Varsovia.
Desarrolló numerosas ideas novedosas en semiótica, incluido el concepto de «gramática de categoría» utilizado por muchos lingüistas formales. Los ámbitos de investigación de Ajdukiewicz abarcaban la metodología científica y la teoría lógica de la ciencia.
Estudió en una escuela de Cracovia y luego se mudó con sus padres a Lviv, donde continuó sus estudios en el Franz Joseph Gymnasium. Después de la secundaria, ingresó a la facultad de filosofía de la Universidad de Lviv.

## Obra
- 1921 Z metodologii nauk dedukcyjnych
- 1923 Główne kierunki filozofii
- 1928 Główne zasady metodologii nauk i logiki formalnej
- 1931 O znaczeniu wyrażeń
- 1934 Logiczne podstawy nauczania
- 1938 Propedeutyka filozofii
- 1948 Epistemologia i semantyka
- 1949 Zagadnienia i kierunki filozofii
- 1952 Zarys logiki
- 1964 Zagadnienia empiryzmu a koncepcja znaczenia
- 1965 Logika pragmatyczna
- 1960-1965 Język i poznanie. Wybór pism
- 1966- Selected articles in Logiczna Teoria Nauki ( Logical Theory of Science) Ed. T.Pawłowski, Printed PWN, Warszawa